# Franz von Rintelen
Franz Dagobert Johannes von Rintelen, né le 19 août 1878 à Francfort-sur-l'Oder (province de Brandebourg) et mort le 30 mai 1949 à Londres (Royaume-Uni), est un officier du renseignement de la marine allemande en action aux États-Unis pendant la Première Guerre mondiale.
Il avait travaillé pour la Deutsche Bank et fut impliqué notamment dans l'explosion de Black Tom, acte de sabotage à Jersey City en 1916.